# Моя улица (программа благоустройства)
«Моя улица» — программа комплексного благоустройства улиц Москвы, включающая обновление расширение пешеходных зон, обновление тротуаров, фасадов и освещения, создание велосипедных дорожек, посадку деревьев, обустройство малых архитектурных форм, изначально реализованная в 2015—2018 годах. Полное название: «Благоустройство улиц и городских общественных пространств „Моя улица“ на 2015—2018 годы». 12 октября 2017 года программа была продлена до 2020 года.

## История возникновения
Программа «Моя улица» была утверждена летом 2015 года с целью кардинального переустройства московских улиц. Существует версия, что изначально идею необходимости реконструкции московских общественных пространств поднял датский архитектор Ян Гейл в 2010 году. Тогда же темой общественных пространств занимался институт «Стрелка», и его разработки при содействии руководителя департамента культуры Москвы Сергея Капкова легли в основу реконструкции Парка Горького.
После этого вопросом использования улиц занялся департамент транспорта Максима Ликсутова. Позднее модернизацию улиц стал осуществлять Петр Бирюков, руководитель Комплекса городского хозяйства, заместитель мэра Москвы по вопросам жилищно-коммунального хозяйства и благоустройства. Проект «Моя улица» входит в программу «Развитие индустрии отдыха и туризма на 2012—2018 годы». В выборе улиц и деталей их благоустройства принимают участие сами жители, голосуя в системе «Активный гражданин».

## Концепция
Одной из главных целей проекта заявлены реконструкция сети улиц и создание благоприятной среды для горожан. Программа основывается на концепции «пешеходного центра», предполагающей «возвращение» улиц пешеходам и велосипедистам и сокращение пространства для автомобилей.
В большинстве случаев реконструкция улицы в рамках программы включает перекладку дорожного покрытия, расширение тротуаров с укладкой гранитной тротуарной плитки, увод проводов под землю, высаживание деревьев и кустарников, монтаж велопарковок и устройство велодорожек, установку скамеек и светильников, размещение информационных стендов.
Реализация программы запланирована на 2015—2018 годы. По данным контрольно-счётной палаты Москвы, на весь период на реализацию программы должно быть выделено 126,7 млрд рублей.

## Хронология

### 2015 год
Всего на первом этапе программы было запланировано благоустроить 44 улицы общей протяжённостью 106 км. В это число вошли 37 центральных улиц и 7 вылетных магистралей: Варшавское, Каширское, Можайское, Щелковское, Ленинградское, Ярославское шоссе и Рязанский проспект. В выборе улиц принимали участие сами жители. Среди москвичей в системе «Активный гражданин» было проведено голосование, на основе которого сформировался список улиц, ожидающих ремонта. Было запланировано отремонтировать около 2,3 млн м² дорог. В начале июля московское правительство разместило на сайте «Московский транспорт» карту и сроки дорожных работ, ведущихся по программе «Моя улица».
В 2015 году московским правительством был объявлен тендер на разработку методических и проектных материалов для благоустройства улиц, победителем которого стало консалтинговое бюро «КБ Стрелка».
Ряд улиц в центре города, такие как Большая и Малая Никитские, Большая и Малая Бронные, Спиридоновка, и прилегающие к ним дворы и скверы были комплексно реконструированы. Пешеходные зоны на Большой Ордынке, Кузнецком Мосту, Рождественке, Мясницкой и других улицах были увеличены в два раза за счёт сокращения полос на проезжей части. Также за счёт расширения имеющегося пространства появилась первая 9-километровая велодорожка на Бульварном кольце, на участке от Никитского до Чистопрудного бульвара. Триумфальную площадь замостили гранитом, благоустроили газоны, разместили шесть модульных павильонов, где расположились кафе, информационный центр, качели для детей и взрослых. Пешеходные зоны появились на территориях: Столешников переулок — Камергерский переулок — улица Кузнецкий мост — улица Рождественка; улица Большая Дмитровка; Никольская улица; Крымская набережная и территория парка «Музеон»; Покровка — Маросейка; Киевский вокзал — площадь Гагарина; улица Забелина. Была благоустроена территория вокруг Новодевичьего монастыря
В рамках программы было ликвидировано около 7 тысяч рекламных вывесок с закончившимся сроком размещения. Вместо них начали устанавливать навигационные стелы с подробной картой местности и бесплатным Wi-Fi.
Реконструкция коснулась Варшавского шоссе и 14 продолжающих его улиц и переулков; 11,2 км Каширского шоссе до пересечения с МКАД, вдоль шоссе появилось девять парков и скверов. В октябре были завершены работы по благоустройству на Ленинградском шоссе и реконструкции ряда развязок с ним, была построена платная трасса М11 на участке от аэропорта «Шереметьево» до Бусиновской развязки. В ноябре завершились работы на основной вылетной магистрали северо-востока Москвы — Ярославском шоссе и проспекте Мира.
По итогам года было благоустроено 50 улиц и вылетных магистралей, общая протяжённость которых составила 112 км, площадь — 736 га. Сюда вошли 43 центральные улицы, продолжения вылетных магистралей, исторические градообразующие улицы и 7 вылетных магистралей. На территории Новой Москвы благоустроены три парковые зоны общей площадью 50 гектаров.

### 2016 год
В ноябре 2015 года в системе «Активный гражданин» 220 тысяч человек проголосовали за улицы и набережные, которые необходимо благоустроить в ходе второго этапа программы. В голосовании приняли участие почти 200 тысяч человек. Больше всего голосов было отдано за Садовое кольцо, Бульварное кольцо, улицы «Кремлёвского кольца», Краснопресненскую, Якиманскую и Кадашевскую набережные, а также за включение в программу Нового Арбата.
Всего в 2016 году было запланировано благоустроить 52 улицы, семь въездных групп на пересечении МКАД и шоссе, 14 площадей возле станций метро. По итогу года благоустройство затронуло 61 улицу, их общая протяжённость составила 45,2 км. Площадь территорий, обновлённых в рамках программы, составила 560,1 га. По данным ГБУ «Автомобильные дороги», на начало сентября во втором этапе было отремонтировано 9 млн м² асфальтобетонного покрытия. Стоимость второго этапа оценивалась в 22,4 миллиарда рублей, что составляет около 1,4 % годового бюджета столицы.
Программа 2016 год имела существенные отличия от мероприятий 2015. Помимо замены тротуарной плитки, установки нового освещения и лавок реконструировались инженерные сети: было заменено более 30 км тепловых, газовых и водопроводных сетей, ещё 120 км воздушных линий убрали в подземные коллекторы. Внимание было уделено озеленению улиц. Было высажено более 3 тысяч деревьев и более 55 тысяч кустарников. В частности, 170 деревьев высадили на Новом Арбате, а также более 100 на Тверской и 600 деревьев на Садовом кольце — улицах, где посадки ранее были утрачены в 1990-х. Также в 2016 году на 148 объектах появилась художественная подсветка, часть работ была выполнена в рамках «Моей улицы»; в рамках программы установили более 1,5 тысяч энергоэффективных фонарей.
Осуществлению работ предшествовали исследования, к которым приглашались архитектурные бюро. В работе над отдельными проектами приняли участие более 30 архитектурных мастерских из России, Германии, Голландии, Китая, Дании, Швейцарии, США и Франции. Победителем в конкурсе концепций благоустройства Тверской улицы на участке от Пушкинской до Триумфальной площади и 1-й Тверской-Ямской архитектурное бюро из Ярославля «План_Б». Участок от Моховой до Пушкинской площади реконструировался по проекту голландского ландшафтного бюро West 8 совместно с конструкторским бюро «Стрелка». Комплексные работы на Тверской включали замену кабельной канализации, реконструкцию подземных переходов, сужение автомобильных полос до 3,25-3,5 м при сохранении их числа, расширение тротуаров, высадку деревьев, расстановку малых архитектурных форм и установку энергосберегающих фонарей. В работе над участком Нового Арбата от Арбатского тоннеля до Садового кольца протяжённостью 1,2 км вместе с архитекторами из «Цимайло Ляшенко & Партнёры» и Strelka Architects принимали участие специалисты из немецкого архитектурного бюро Topotek1 во главе с Лоренцом Декслером. Для каждой стороны улицы было разработано своё архитектурное решение, были отреставрированы фасады зданий, отремонтированы подземные переходы, перенесены под землю провода, установлены новые фонари, информационные стенды с Wi-Fi и установлена 150-метровая скамейка для влюблённых.
Наибольшие изменения были запланированы на Садовом кольце. В ходе реконструкции стоимостью 4,37 млрд рублей на участке Садового кольца от Смоленской площади до Новослободской улицы было унифицировано число транспортных полос — по пять в каждом направлении, на отдельных участках к существующим полосам добавили две полосы-дублёры, были расширены тротуары. Также на Новинском бульваре и участке между Кудринской и Триумфальном площадью появилось около 130 парковочных мест.
В начале сентября было объявлено о намерении увеличить средства на обслуживание, реконструкцию и модернизацию ливневой канализации. Коррективы программы стали ответом на подтопление некоторых улиц во время летних ливней.
Изменения в рамках «Моей улицы» дополнила запущенная в октябре маршрутная сеть «Магистраль». В её рамках движение общественного транспорта осуществляется по новым маршрутам и по шести новым выделенным полосами: на Кремлёвском кольце, на Таганской улице, на Воздвиженке, на участке от Малой Дмитровки до Страстного бульвара, в двух сквозных проездах на Садовом кольце. В работе над проектом принимала участие команда из 40 российских и международных специалистов.
Работы принесли множество археологических находок. На Тверской улице были найдены остатки деревянной мостовой XVI—XVII веков. В процессе её расчистки обнаружили инструмент фальшивомонетчика, элементы посуды, фрагменты кожаных предметов, уголь, древесный тлен, нательный крест. Там же на Тверской археологами был найден фрагмент арки, оставшейся предположительно от Белого города, а также ограда стены Страстного монастыря и предметы быта. При прокладке каналов для кабельных коллекторов на Театральной площади обнаружили фрагменты деревянного сруба, являющиеся частью кабака XVIII века, а также многочисленные предметы быта того времени. В ходе работ в Вознесенском переулке нашли несколько десятков медных монет XVIII века, на пересечении Нового Арбата и Поварской улицы была найдена латунная церковная табличка 1889 года, на Малой Якиманке — восемь свинцовых пуль, характерных для Смутного времени. Уже 28 июня в Музее Москвы открылась первая временная выставка археологических находок. В августе началось создание карты археологических находок с информацией об истории и месте найденного артефакта.

### 2017 год
Программа благоустройства на 2017 год была представлена 29 марта. На третьем этапе запланирована реконструкция более 80 улиц общей протяженностью 50 км, преимущественно в пределах Садового кольца. Общая площадь благоустройства составит 240 га. В рамках программы, как и в предыдущие годы, запланированы ремонт и расширение тротуаров, озеленение, обустройство велосипедных дорожек, перенос коммуникаций под землю. Работы стартовали 10 апреля.
В ходе подготовительных работ в конце марта — начале апреля в районе Лубянки и Новой площади археологами у основания Китайгородской стены была обнаружена «тайная комната», на Страстном бульваре нашли остатки бревенчатой мостовой XVIII века, также на Петровском бульваре обнаружили 12 медных монет, относящиеся к тому же периоду.
Заммэра Москвы назвал программу «Моя улица» бесконечной.

## Критика
«Моя улица» в силу масштаба работ вызвала общественный резонанс. В публикациях СМИ отмечался ряд управленческих ошибок, среди которых — недостаточная коммуникация правительства города с жителями и экспертами; неорганизованность ремонтных работ; сжатые сроки, порождающие в ряде случаев низкое качество проектов; отсутствие у авторов проектов единого видения; отсутствие координации работы между московскими департаментами; значительный бюджет проекта. Отдельную категорию критиков программы составляют автомобилисты, недовольные как перекрытиями улиц на время работ, так и общим сокращением парковочных мест, а также владельцы торговых площадей на реконструируемых улицах.
Отдельной критике подвергся демонтаж нескольких участков контактной сети троллейбуса и замены с введением «Магистрали» троллейбусных маршрутов автобусами.
В 2017 году управление Федеральной антимонопольной службы (УФАС) по Москве начало рассматривать жалобу Ассоциации компаний связи на демонтаж воздушных кабелей.
Столичное управление Федеральной антимонопольной службы (ФАС) признало нарушения при организации закупок более чем на 4,098 млрд руб.
6 июля 2017 года Столичное управление Федеральной антимонопольной службы не нашло признаков нарушения закупок по городской программе «Моя улица». По словам сотрудников ФАС, основные нарушения касались оформления победителями банковских гарантий, являющихся своеобразной страховкой для заказчика при поставке бордюрного камня, а также сроков размещения сведений о заключенных контрактах.
Подрядчиками организуются ночные работы, что вызывает недовольство жителей соседних домов.
Одновременно с тем Центр политических технологий провёл весной 2017 года опрос среди жителей столицы и выяснил, что 86 % москвичей положительно относятся к программе «Моя улица» и выступают за её продолжение.
Специалист в области экономической географии Наталья Зубаревич высказывала мнение, что программа модернизации «Моя улица» не нашла такой же поддержки среди москвичей, как развитие транспортной инфраструктуры и отмечала, что в бюджете Москвы расходы на благоустройство выросли с 5 % во времена правления Лужкова до 10 % на сегодняшний день, при этом в расчёте на душу населения они превышают среднедушевые расходы в других регионах в 16—20 раз. Как указывает Зубаревич, за январь—ноябрь 2017 года расходы Москвы на благоустройство составили уже 12 % бюджета города или 190 млрд рублей, что больше бюджетов многих субъектов Российской Федерации. По мнению учёного, столь завышенные расходы на благоустройство «на фоне беднеющей страны это просто вызывающее потребление».